# Franko Simatović
Franko "Frenki" Simatović (em sérvio: Франко "Френки" Симатовић, nascido em 1 de abril de 1950) foi o chefe da polícia secreta sérvia de Slobodan Milošević, as Forças Especiais de Segurança do Estado do Ministério dos Assuntos Internos da Sérvia. Ele foi o fundador da "Unidade de Operações Especiais".
Nascido em Belgrado, Sérvia, Simatović é um croata étnico.
Ele é acusado de cometer várias atrocidades contra não-sérvios durante as guerras iugoslavas, incluindo perseguição e assassinato.
Como parte do julgamento de Milan Martić no TPII, ele foi visto como sendo parte de uma "empresa criminosa conjunta cujo objetivo era criar uma Grande Sérvia, incluindo partes da Croácia e da Bósnia e Herzegovina."